# Imbira guaiana
Imbira guaiana ist eine brasilianische Art der Landplanarien in der Unterfamilie Geoplaninae. Sie ist die Typusart der Gattung Imbira.

## Merkmale
Imbira guaiana ist eine mittelgroße Landplanarie mit einem länglichen Körper, die beim Kriechen eine Länge von 145 Millimetern und eine Breite von 3 Millimetern erreicht. Sie hat auf der Rückenseite eine gräulich olivfarbene, auf der Bauchseite eine gelblich olivfarbene Grundfärbung. Die Art hat viele Augen, die von der Kopfspitze bis zum hinteren Ende entlang der Körperränder verteilt sind.

## Etymologie
Das Artepitheton bezieht sich auf das Volk der Kaingang, die auch als guainás oder guaianos bezeichnet werden. Dieses Volk lebte in der Vergangenheit in der Region, wo Imbira guaiana gefunden wurde.

## Verbreitung
Das einzige bekannte Verbreitungsgebiet von Imbira guaiana ist das Waldgebiet des Floresta Nacional de São Francisco de Paula im südbrasilianischen Bundesstaat Rio Grande do Sul.